# VCard
vCard е текстов формат за обмен на електрони визитни картички. Файлът vCard се състои от записи от типа vCard, всеки от който съдържа информация за една визитна картичка. Записът vCard може да съдържа име, адрес, номера на телефони, URL, лого (логотип), видео и аудио фрагменти и др.
Обикновено файлът vCard има разширение .vcf.
Форматът vCard (произлиза от Versitcard), е разработен през 1995 г. от консорциума Versit, в който са влизали Apple Computer, AT&T (по-късно Lucent), IBM и Siemens. През декември 1996 г. всички права върху формата преминават към Internet Mail Consortium.
Версия 2.1 получава поддръжка в повечето от пощенските клиенти. Версията 3.0 в описана в RFC 2425 и RFC 2426.

## Пример
```
BEGIN:VCARD
VERSION:3.0
FN:к.м.н., проф. Иван Иванов Ивановски
N:Ивановски;Иван;Иванов;проф., к.м.н.
ORG:Здраве и живот
URL:
http://bg.wikipedia.org/Иван Ивановски

EMAIL;TYPE=INTERNET:ivanovski@example.com
END:VCARD
```

## Формат
Форматът vCard, описан в RFC 2426, е разширение на формата MIME-DIR, описан в RFC 2425.